# Franso Hariri
Franso Hariri (* 1937 in Harir; † 18. Februar 2001 in Hewlêr) war ein assyrischer Politiker und ranghohes Mitglied der Kurdischen Demokratischen Partei (KDP).

## Leben
Franso Hariri kam 1937 in der Stadt Harir, die 70 km von Hewlêr entfernt ist, zur Welt. In Hewlêr beendete er 1960 seine Ausbildung zum Lehrer. Seine Mitarbeit bei der KDP begann in den frühen 60er Jahren. Hariri stand Mustafa Barzani nahe und wurde 1979 in das Zentralkomitee der KDP gewählt. In seiner politischen Karriere hatte er mehrere wichtige Posten innerhalb der Partei und der Regionalregierung im Nordirak inne. So war er der Fraktionsvorsitzender der KDP, Gouverneur des Gouvernements Arbil und Minister.
Er beteiligte sich an vielen Projekten zur Modernisierung und Verschönerung der Stadt Hewlêr. Daneben war er ein großer Förderer von Erziehungs-, Gesundheits- und Sportprojekten.
Hariri wurde am 18. Februar 2001 auf seinen Weg zur Arbeit von vier Mitgliedern der radikalen Ansar al-Islam ermordet. 1994 und 1997 wurden an derselben Stelle schon einmal Attentate unternommen, denen Hariri aber entkommen konnte.
Zu seinen Ehren wurde das Fußballstadion in Hewlêr in Franso-Hariri-Stadion umbenannt.
| Personendaten    | Personendaten                |
| ---------------- | ---------------------------- |
| NAME             | Hariri, Franso               |
| KURZBESCHREIBUNG | irakischer Politiker der KDP |
| GEBURTSDATUM     | 1937                         |
| GEBURTSORT       | Harir (Irak)                 |
| STERBEDATUM      | 18. Februar 2001             |
| STERBEORT        | Erbil                        |